# Ramón Zabalo
Ramón Zabalo (ur. 10 czerwca 1910 w South Shields, zm. 2 stycznia 1967) – hiszpański piłkarz, reprezentant kraju.
Podczas kariery grał dla FC Barcelona w Hiszpanii oraz dla RC Paris we Francji. Wystąpił na MŚ 1934.